# Campeonato Paulista de Futebol de 2023
A Série A1 do Campeonato Paulista de Futebol de 2023, ou Paulistão Sicredi 2023 por motivos de patrocínio, foi a 83.ª edição do campeonato organizado pela Federação Paulista de Futebol da principal divisão do futebol paulista. Foi disputada por 16 clubes entre os dias 14 de janeiro e o dia 9 de abril.
O campeão da competição foi o Palmeiras, que chegou ao segundo título consecutivo e ao 25º da história no campeonato, depois de superar o vice-campeão Água Santa nas finais da competição.
O meia Giuliano Galoppo, do São Paulo, e o atacante Róger Guedes, do Corinthians, com oito gols cada um, foram os artilheiros da competição de 2023.

## Regulamento
O regulamento geral da competição manteve-se o mesmo de edições anteriores, com os times divididos em quatro grupos com quatro equipes e enfrentando times de outros grupos. Porém, o "Troféu do Interior", torneio paralelo disputado pelas equipes que terminaram na classificação entre o 9.º e o 14.º lugar e eliminados nas quartas de finais (com exceção dos cinco times que disputam a série A do Campeonato Brasileiro de Futebol) passou a se chamar "Taça Independência".
A distribuição de vagas para a Copa do Brasil de Futebol de 2024 sofreria mudanças: além do campeão geral, teriam vaga na competição os três melhores times que disputarão a "Taça Independência". No entanto, após a extinção da distribuição de vagas pelo Ranking da CBF, a FPF alterou os critérios. Sendo assim, passaram à condição de classificados para a Copa do Brasil de 2024 as cinco melhores equipes na classificação final, sem vagas através da Taça Independência.

## Equipes participantes
O Paulistão contou com a participação dos 14 clubes mais bem colocados no ano anterior, além de contar também com a volta da Portuguesa e do São Bento. A Lusa retornou a primeira divisão após sete anos de seu rebaixamento - caiu em 2015, já o São Bento teve o seu retorno um ano após a sua queda.
| Aumento | Equipes promovidas da Série A2 de 2022 |

| Equipe              | Cidade                | Em 2022 | Estádio                   | Material Esportivo   | Títulos             |
| ------------------- | --------------------- | ------- | ------------------------- | -------------------- | ------------------- |
| Água Santa          | Diadema               | 11º     | Distrital do Inamar       | Karilu               | 0                   |
| Botafogo-SP         | Ribeirão Preto        | 9º      | Santa Cruz                | Volt Sport           | 0                   |
| Corinthians         | São Paulo             | 3º      | Neo Química Arena         | Nike                 | 30 (último em 2019) |
| Ferroviária         | Araraquara            | 12º     | Fonte Luminosa            | Lupo                 | 0                   |
| Guarani             | Campinas              | 7º      | Brinco de Ouro            | Kappa                | 0                   |
| Inter de Limeira    | Limeira               | 13º     | Limeirão                  | Alluri Sports        | 1 (em 1986)         |
| Ituano              | Itu                   | 5º      | Novelli Júnior            | Alluri Sports        | 2 (último em 2014)  |
| Mirassol            | Mirassol              | 10º     | José Maria de Campos Maia | Physicus             | 0                   |
| Palmeiras           | São Paulo             | 1º      | Allianz Parque            | Puma                 | 25 (último em 2023) |
| Portuguesa          | São Paulo             | 1º (A2) | Canindé                   | 1920 (marca própria) | 3 (último em 1973)  |
| Red Bull Bragantino | Bragança Paulista     | 4º      | Nabi Abi Chedid           | New Balance          | 1 (em 1990)         |
| Santo André         | Santo André           | 8º      | Bruno José Daniel         | Alluri Sports        | 0                   |
| Santos              | Santos                | 14º     | Vila BelmiroCanindé       | Umbro                | 22 (último em 2016) |
| São Bento           | Sorocaba              | 2º (A2) | Walter Ribeiro            | Athleta              | 0                   |
| São Bernardo        | São Bernardo do Campo | 6º      | Primeiro de Maio          | Magnum Group         | 0                   |
| São Paulo           | São Paulo             | 2º      | Morumbi                   | Adidas               | 22 (último em 2021) |

## Estádios
| Água Santa | Botafogo-SP | Corinthians | Ferroviária | Guarani | Inter de Limeira   |
| --- | --- | --- | --- | --- | ------------------ |
| Distrital do Inamar | Santa Cruz | Neo Química Arena | Fonte Luminosa | Brinco de Ouro | Limeirão           |
| Capacidade: 10 000 | Capacidade: 29 292 | Capacidade: 47 605 | Capacidade: 20 000 | Capacidade: 29 130 | Capacidade: 18 000 |
| | | | | |                    |
| Ituano | \| Água Santa São Bernardo Botafogo-SP Red Bull Bragantino Ferroviária Ituano Inter de Limeira Guarani Mirassol São Bento Santo André Santos São Paulo Equipes de São Paulo: Corinthians Palmeiras Portuguesa São PauloLocalização das equipes participantes da Série A1 de 2023. Grupos: A / B / C / D \| | \| Água Santa São Bernardo Botafogo-SP Red Bull Bragantino Ferroviária Ituano Inter de Limeira Guarani Mirassol São Bento Santo André Santos São Paulo Equipes de São Paulo: Corinthians Palmeiras Portuguesa São PauloLocalização das equipes participantes da Série A1 de 2023. Grupos: A / B / C / D \| | \| Água Santa São Bernardo Botafogo-SP Red Bull Bragantino Ferroviária Ituano Inter de Limeira Guarani Mirassol São Bento Santo André Santos São Paulo Equipes de São Paulo: Corinthians Palmeiras Portuguesa São PauloLocalização das equipes participantes da Série A1 de 2023. Grupos: A / B / C / D \| | \| Água Santa São Bernardo Botafogo-SP Red Bull Bragantino Ferroviária Ituano Inter de Limeira Guarani Mirassol São Bento Santo André Santos São Paulo Equipes de São Paulo: Corinthians Palmeiras Portuguesa São PauloLocalização das equipes participantes da Série A1 de 2023. Grupos: A / B / C / D \| | Mirassol           |
| Novelli Júnior | \| Água Santa São Bernardo Botafogo-SP Red Bull Bragantino Ferroviária Ituano Inter de Limeira Guarani Mirassol São Bento Santo André Santos São Paulo Equipes de São Paulo: Corinthians Palmeiras Portuguesa São PauloLocalização das equipes participantes da Série A1 de 2023. Grupos: A / B / C / D \| | \| Água Santa São Bernardo Botafogo-SP Red Bull Bragantino Ferroviária Ituano Inter de Limeira Guarani Mirassol São Bento Santo André Santos São Paulo Equipes de São Paulo: Corinthians Palmeiras Portuguesa São PauloLocalização das equipes participantes da Série A1 de 2023. Grupos: A / B / C / D \| | \| Água Santa São Bernardo Botafogo-SP Red Bull Bragantino Ferroviária Ituano Inter de Limeira Guarani Mirassol São Bento Santo André Santos São Paulo Equipes de São Paulo: Corinthians Palmeiras Portuguesa São PauloLocalização das equipes participantes da Série A1 de 2023. Grupos: A / B / C / D \| | \| Água Santa São Bernardo Botafogo-SP Red Bull Bragantino Ferroviária Ituano Inter de Limeira Guarani Mirassol São Bento Santo André Santos São Paulo Equipes de São Paulo: Corinthians Palmeiras Portuguesa São PauloLocalização das equipes participantes da Série A1 de 2023. Grupos: A / B / C / D \| | Maião              |
| Capacidade: 18 560 | \| Água Santa São Bernardo Botafogo-SP Red Bull Bragantino Ferroviária Ituano Inter de Limeira Guarani Mirassol São Bento Santo André Santos São Paulo Equipes de São Paulo: Corinthians Palmeiras Portuguesa São PauloLocalização das equipes participantes da Série A1 de 2023. Grupos: A / B / C / D \| | \| Água Santa São Bernardo Botafogo-SP Red Bull Bragantino Ferroviária Ituano Inter de Limeira Guarani Mirassol São Bento Santo André Santos São Paulo Equipes de São Paulo: Corinthians Palmeiras Portuguesa São PauloLocalização das equipes participantes da Série A1 de 2023. Grupos: A / B / C / D \| | \| Água Santa São Bernardo Botafogo-SP Red Bull Bragantino Ferroviária Ituano Inter de Limeira Guarani Mirassol São Bento Santo André Santos São Paulo Equipes de São Paulo: Corinthians Palmeiras Portuguesa São PauloLocalização das equipes participantes da Série A1 de 2023. Grupos: A / B / C / D \| | \| Água Santa São Bernardo Botafogo-SP Red Bull Bragantino Ferroviária Ituano Inter de Limeira Guarani Mirassol São Bento Santo André Santos São Paulo Equipes de São Paulo: Corinthians Palmeiras Portuguesa São PauloLocalização das equipes participantes da Série A1 de 2023. Grupos: A / B / C / D \| | Capacidade: 15 000 |
| | \| Água Santa São Bernardo Botafogo-SP Red Bull Bragantino Ferroviária Ituano Inter de Limeira Guarani Mirassol São Bento Santo André Santos São Paulo Equipes de São Paulo: Corinthians Palmeiras Portuguesa São PauloLocalização das equipes participantes da Série A1 de 2023. Grupos: A / B / C / D \| | \| Água Santa São Bernardo Botafogo-SP Red Bull Bragantino Ferroviária Ituano Inter de Limeira Guarani Mirassol São Bento Santo André Santos São Paulo Equipes de São Paulo: Corinthians Palmeiras Portuguesa São PauloLocalização das equipes participantes da Série A1 de 2023. Grupos: A / B / C / D \| | \| Água Santa São Bernardo Botafogo-SP Red Bull Bragantino Ferroviária Ituano Inter de Limeira Guarani Mirassol São Bento Santo André Santos São Paulo Equipes de São Paulo: Corinthians Palmeiras Portuguesa São PauloLocalização das equipes participantes da Série A1 de 2023. Grupos: A / B / C / D \| | \| Água Santa São Bernardo Botafogo-SP Red Bull Bragantino Ferroviária Ituano Inter de Limeira Guarani Mirassol São Bento Santo André Santos São Paulo Equipes de São Paulo: Corinthians Palmeiras Portuguesa São PauloLocalização das equipes participantes da Série A1 de 2023. Grupos: A / B / C / D \| |                    |
| Palmeiras | \| Água Santa São Bernardo Botafogo-SP Red Bull Bragantino Ferroviária Ituano Inter de Limeira Guarani Mirassol São Bento Santo André Santos São Paulo Equipes de São Paulo: Corinthians Palmeiras Portuguesa São PauloLocalização das equipes participantes da Série A1 de 2023. Grupos: A / B / C / D \| | \| Água Santa São Bernardo Botafogo-SP Red Bull Bragantino Ferroviária Ituano Inter de Limeira Guarani Mirassol São Bento Santo André Santos São Paulo Equipes de São Paulo: Corinthians Palmeiras Portuguesa São PauloLocalização das equipes participantes da Série A1 de 2023. Grupos: A / B / C / D \| | \| Água Santa São Bernardo Botafogo-SP Red Bull Bragantino Ferroviária Ituano Inter de Limeira Guarani Mirassol São Bento Santo André Santos São Paulo Equipes de São Paulo: Corinthians Palmeiras Portuguesa São PauloLocalização das equipes participantes da Série A1 de 2023. Grupos: A / B / C / D \| | \| Água Santa São Bernardo Botafogo-SP Red Bull Bragantino Ferroviária Ituano Inter de Limeira Guarani Mirassol São Bento Santo André Santos São Paulo Equipes de São Paulo: Corinthians Palmeiras Portuguesa São PauloLocalização das equipes participantes da Série A1 de 2023. Grupos: A / B / C / D \| | Portuguesa         |
| Allianz Parque | \| Água Santa São Bernardo Botafogo-SP Red Bull Bragantino Ferroviária Ituano Inter de Limeira Guarani Mirassol São Bento Santo André Santos São Paulo Equipes de São Paulo: Corinthians Palmeiras Portuguesa São PauloLocalização das equipes participantes da Série A1 de 2023. Grupos: A / B / C / D \| | \| Água Santa São Bernardo Botafogo-SP Red Bull Bragantino Ferroviária Ituano Inter de Limeira Guarani Mirassol São Bento Santo André Santos São Paulo Equipes de São Paulo: Corinthians Palmeiras Portuguesa São PauloLocalização das equipes participantes da Série A1 de 2023. Grupos: A / B / C / D \| | \| Água Santa São Bernardo Botafogo-SP Red Bull Bragantino Ferroviária Ituano Inter de Limeira Guarani Mirassol São Bento Santo André Santos São Paulo Equipes de São Paulo: Corinthians Palmeiras Portuguesa São PauloLocalização das equipes participantes da Série A1 de 2023. Grupos: A / B / C / D \| | \| Água Santa São Bernardo Botafogo-SP Red Bull Bragantino Ferroviária Ituano Inter de Limeira Guarani Mirassol São Bento Santo André Santos São Paulo Equipes de São Paulo: Corinthians Palmeiras Portuguesa São PauloLocalização das equipes participantes da Série A1 de 2023. Grupos: A / B / C / D \| | Estádio do Canindé |
| Capacidade: 43 713 | \| Água Santa São Bernardo Botafogo-SP Red Bull Bragantino Ferroviária Ituano Inter de Limeira Guarani Mirassol São Bento Santo André Santos São Paulo Equipes de São Paulo: Corinthians Palmeiras Portuguesa São PauloLocalização das equipes participantes da Série A1 de 2023. Grupos: A / B / C / D \| | \| Água Santa São Bernardo Botafogo-SP Red Bull Bragantino Ferroviária Ituano Inter de Limeira Guarani Mirassol São Bento Santo André Santos São Paulo Equipes de São Paulo: Corinthians Palmeiras Portuguesa São PauloLocalização das equipes participantes da Série A1 de 2023. Grupos: A / B / C / D \| | \| Água Santa São Bernardo Botafogo-SP Red Bull Bragantino Ferroviária Ituano Inter de Limeira Guarani Mirassol São Bento Santo André Santos São Paulo Equipes de São Paulo: Corinthians Palmeiras Portuguesa São PauloLocalização das equipes participantes da Série A1 de 2023. Grupos: A / B / C / D \| | \| Água Santa São Bernardo Botafogo-SP Red Bull Bragantino Ferroviária Ituano Inter de Limeira Guarani Mirassol São Bento Santo André Santos São Paulo Equipes de São Paulo: Corinthians Palmeiras Portuguesa São PauloLocalização das equipes participantes da Série A1 de 2023. Grupos: A / B / C / D \| | Capacidade: 21 004 |
| | \| Água Santa São Bernardo Botafogo-SP Red Bull Bragantino Ferroviária Ituano Inter de Limeira Guarani Mirassol São Bento Santo André Santos São Paulo Equipes de São Paulo: Corinthians Palmeiras Portuguesa São PauloLocalização das equipes participantes da Série A1 de 2023. Grupos: A / B / C / D \| | \| Água Santa São Bernardo Botafogo-SP Red Bull Bragantino Ferroviária Ituano Inter de Limeira Guarani Mirassol São Bento Santo André Santos São Paulo Equipes de São Paulo: Corinthians Palmeiras Portuguesa São PauloLocalização das equipes participantes da Série A1 de 2023. Grupos: A / B / C / D \| | \| Água Santa São Bernardo Botafogo-SP Red Bull Bragantino Ferroviária Ituano Inter de Limeira Guarani Mirassol São Bento Santo André Santos São Paulo Equipes de São Paulo: Corinthians Palmeiras Portuguesa São PauloLocalização das equipes participantes da Série A1 de 2023. Grupos: A / B / C / D \| | \| Água Santa São Bernardo Botafogo-SP Red Bull Bragantino Ferroviária Ituano Inter de Limeira Guarani Mirassol São Bento Santo André Santos São Paulo Equipes de São Paulo: Corinthians Palmeiras Portuguesa São PauloLocalização das equipes participantes da Série A1 de 2023. Grupos: A / B / C / D \| |                    |
| Red Bull Bragantino | Santo André | Santos | São Bento | São Bernardo | São Paulo          |
| Nabi Abi Chedid | Bruno José Daniel | Vila Belmiro | Walter Ribeiro | Primeiro de Maio | Morumbi            |
| Capacidade: 17 128 | Capacidade: 8 000 | Capacidade: 16 795 | Capacidade: 13 772 | Capacidade: 15 759 | Capacidade: 72 039 |
| | | | | |                    |
| Água Santa São Bernardo Botafogo-SP Red Bull Bragantino Ferroviária Ituano Inter de Limeira Guarani Mirassol São Bento Santo André Santos São Paulo Equipes de São Paulo: Corinthians Palmeiras Portuguesa São PauloLocalização das equipes participantes da Série A1 de 2023. Grupos: A / B / C / D | | | | |                    |

## Sorteio
As 16 equipes foram divididas em quatro potes com quatro equipes em cada, no qual Palmeiras, São Paulo, Corinthians e Santos foram os cabeças de chaves. O sorteio da primeira fase foi realizado em 1 de novembro de 2022, às 12 horas, no Pavilhão Pacaembu.
| Pote 1                                         | Pote 2                                                  | Pote 3                                               | Pote 4                                                   |
| ---------------------------------------------- | ------------------------------------------------------- | ---------------------------------------------------- | -------------------------------------------------------- |
| - Palmeiras - São Paulo - Corinthians - Santos | - Red Bull Bragantino - Ituano - São Bernardo - Guarani | - Santo André - Botafogo-SP - Mirassol - Ferroviária | - Inter de Limeira - Água Santa - Portuguesa - São Bento |

## Primeira fase
|  | Equipes classificadas à fase final |

### Grupo A
|  | v d e |

### Grupo B
|  | v d e |

### Grupo C
|  | v d e |

### Grupo D
|  | v d e |

### Confrontos
|                  | AGS | BOT | COR | FER | GUA | ITL | ITU | MIR | PAL | POR | RBB | SAD | SAN | SBN | SBE | SPA |
| ---------------- | --- | --- | --- | --- | --- | --- | --- | --- | --- | --- | --- | --- | --- | --- | --- | --- |
| Água Santa       | —   | 1–0 |     | 1–3 |     |     |     |     | 0–1 | 2–1 | 1–0 |     |     | 1–1 |     |     |
| Botafogo         |     | —   |     |     | 3–2 |     | 2–3 | 1–1 | 0–1 |     |     |     |     | 1–0 |     | 1–3 |
| Corinthians      | 3–0 | 2–0 | —   |     | 2–1 |     |     | 3–0 | 2–2 |     |     | 3–1 |     |     |     |     |
| Ferroviária      |     | 1–2 |     | —   | 1–0 | 0–0 |     |     |     |     |     | 1–2 |     |     | 0–1 | 1–2 |
| Guarani          |     |     |     |     | —   |     | 0–0 |     | 0–0 | 2–1 | 0–1 |     | 2–0 |     | 1–5 |     |
| Inter de Limeira | 0–1 |     | 0–0 |     | 0–5 | —   | 1–0 |     |     |     |     | 0–1 |     |     | 0–3 |     |
| Ituano           | 0–3 |     |     |     |     |     | —   |     | 1–3 | 1–1 |     | 2–0 | 3–0 |     | 0–2 |     |
| Mirassol         |     |     |     | 4–1 |     | 0–1 | 1–0 | —   | 0–2 | 1–2 |     |     |     |     | 4–1 |     |
| Palmeiras        |     |     |     | 2–1 |     | 2–0 |     |     | —   |     | 2–0 |     | 3–1 | 0–0 |     | 0–0 |
| Portuguesa       |     | 0–2 | 0–0 | 1–1 |     | 0–1 |     |     |     | —   | 3–0 |     |     | 0–0 |     |     |
| RB Bragantino    |     |     | 1–0 | 2–0 |     |     | 5–1 | 0–0 |     |     | —   | 0–1 |     |     |     | 2–1 |
| Santo André      | 0–2 | 1–1 |     |     | 1–0 |     |     | 0–1 |     |     |     | —   | 1–1 |     |     | 0–1 |
| Santos           | 0–0 |     | 2–2 | 1–1 |     |     |     | 2–1 |     | 4–0 |     |     | —   | 1–0 |     |     |
| São Bento        |     |     |     |     | 0–1 | 1–0 |     | 1–1 |     |     | 0–3 | 2–1 |     | —   |     | 0–3 |
| São Bernardo     | 0–1 | 2–1 | 2–0 |     |     |     |     |     |     |     | 1–1 |     | 1–1 | 2–0 | —   |     |
| São Paulo        |     |     | 1–2 |     |     | 5–1 | 0–0 |     |     | 4–1 |     |     | 3–1 |     | 0–1 | —   |

Em vermelho, os jogos da próxima rodada
Em negrito, os jogos clássicos

| Vitória do mandante | Vitória do visitante | Empate |

## Taça Independência
Em itálico, os clubes mandantes e de melhor campanha. Em negrito, os classificados.
|  | v d e |

|  | Primeira fase    | Primeira fase    | Primeira fase |  |  | Semifinais       | Semifinais       | Semifinais |       |              | Final        | Final | Final |
|  |                  |                  |               |  |  |                  |                  |            |       |              |              |       |       |
|  |                  |                  |               |  |  |                  |                  |            |       |              |              |       |       |
|  |                  |                  |               |  |  | São Bernardo     | São Bernardo     | 1          |       |              |              |       |       |
|  | Santo André      | Santo André      | 0 (2)         |  |  | Inter de Limeira | Inter de Limeira | 0          |       |              |              |       |       |
|  | Inter de Limeira | Inter de Limeira | 0 (4)         |  |  |                  |                  |            |       | São Bernardo | São Bernardo | 0 (4) |       |
|  |                  |                  |               |  |  |                  | Mirassol         | Mirassol   | 0 (2) |              |              |       |       |
|  |                  |                  |               |  |  | Mirassol         | Mirassol         | 1          |       |              |              |       |       |
|  | Guarani          | Guarani          | 2             |  |  | Guarani          | Guarani          | 0          |       |              |              |       |       |
|  | Portuguesa       | Portuguesa       | 1             |  |  |                  |                  |            |       |              |              |       |       |
|  |                  |                  |               |  |  |                  |                  |            |       |              |              |       |       |
|  |                  |                  |               |  |  |                  |                  |            |       |              |              |       |       |

## Fase final
Em itálico, os clubes mandantes e de melhor campanha. Em negrito, os classificados.
|  | v d e |

|  | Quartas de final | Quartas de final | Quartas de final    |            |                     | Semifinais | Semifinais | Semifinais |  |  | Final | Final     | Final | Final | Final |
|  |                  |                  |                     |            |                     |            |            |            |  |  |       |           |       |       |       |
|  | D1               | Palmeiras        | 1                   |            |                     |            |            |            |  |  |       |           |       |       |       |
|  | D2               | São Bernardo     | 0                   |            |                     |            |            |            |  |  |       |           |       |       |       |
|  | D2               | São Bernardo     | 0                   |            | 1º                  | Palmeiras  | 1          |            |  |  |       |           |       |       |       |
|  |                  |                  |                     |            | 1º                  | Palmeiras  | 1          |            |  |  |       |           |       |       |       |
|  |                  | 4º               | Ituano              | 0          |                     |            |            |            |  |  |       |           |       |       |       |
|  | C1               | 4º               | Ituano              | 0          | Corinthians         | 1 (6)      |            |            |  |  |       |           |       |       |       |
|  | C1               |                  |                     |            | Corinthians         | 1 (6)      |            |            |  |  |       |           |       |       |       |
|  | C2               | Ituano           | 1 (7)               |            |                     |            |            |            |  |  |       |           |       |       |       |
|  |                  |                  |                     |            |                     |            |            |            |  |  | 1º    | Palmeiras | 1     | 4     |       |
|  |                  |                  | 2º                  | Água Santa | 2                   | 0          |            |            |  |  |       |           |       |       |       |
|  | B1               | São Paulo        | 0 (5)               |            |                     |            |            |            |  |  |       |           |       |       |       |
|  | B2               | Água Santa       | 0 (6)               |            |                     |            |            |            |  |  |       |           |       |       |       |
|  | B2               | Água Santa       | 0 (6)               |            | 2º                  | Água Santa | 1 (4)      |            |  |  |       |           |       |       |       |
|  |                  |                  |                     |            | 2º                  | Água Santa | 1 (4)      |            |  |  |       |           |       |       |       |
|  |                  | 3º               | Red Bull Bragantino | 1 (2)      |                     |            |            |            |  |  |       |           |       |       |       |
|  | A1               | 3º               | Red Bull Bragantino | 1 (2)      | Red Bull Bragantino | 2          |            |            |  |  |       |           |       |       |       |
|  | A1               |                  |                     |            | Red Bull Bragantino | 2          |            |            |  |  |       |           |       |       |       |
|  | A2               | Botafogo-SP      | 0                   |            |                     |            |            |            |  |  |       |           |       |       |       |

### Finais

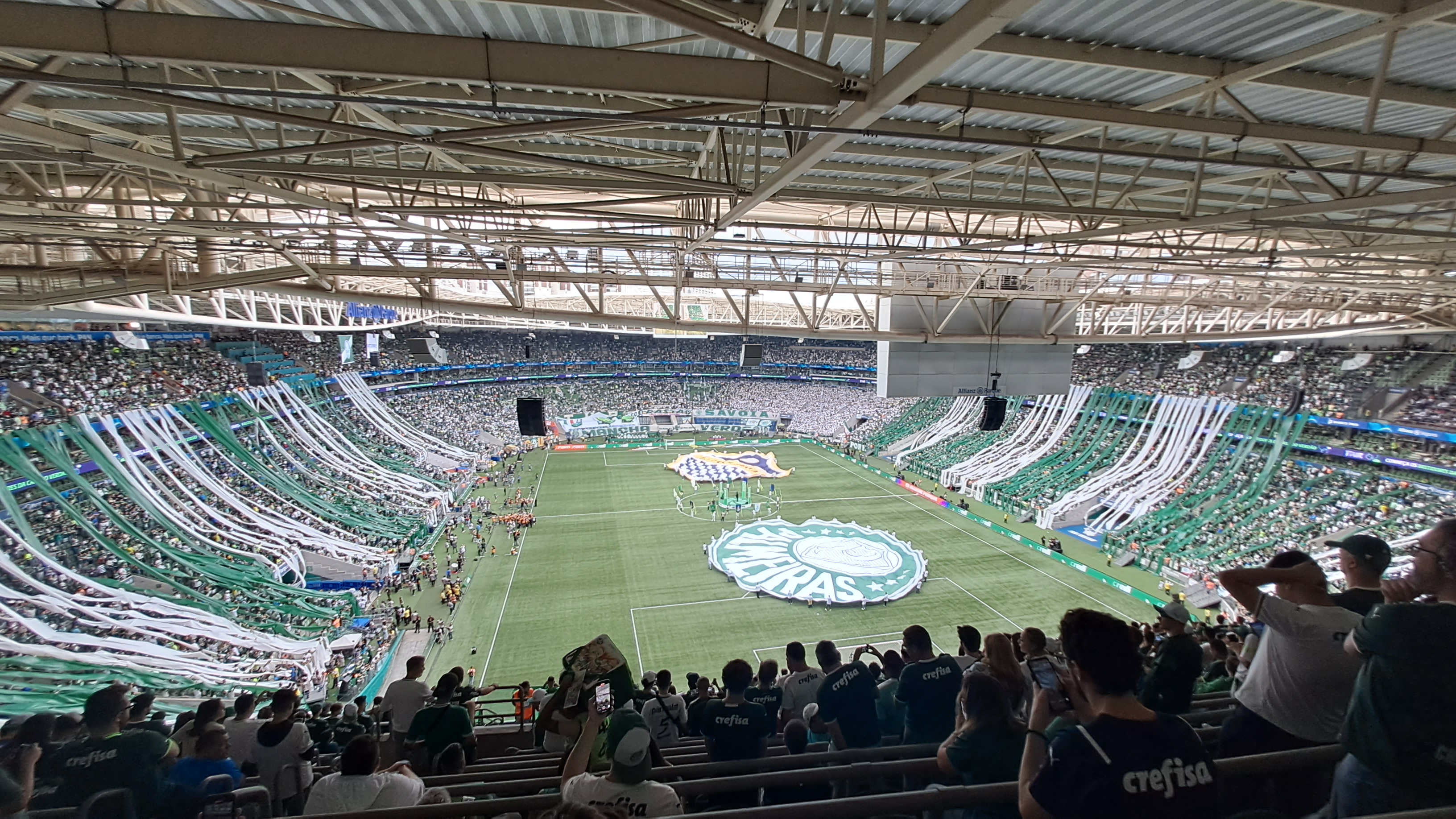
Allianz Parque na grande final do Campeonato Paulista de 2023

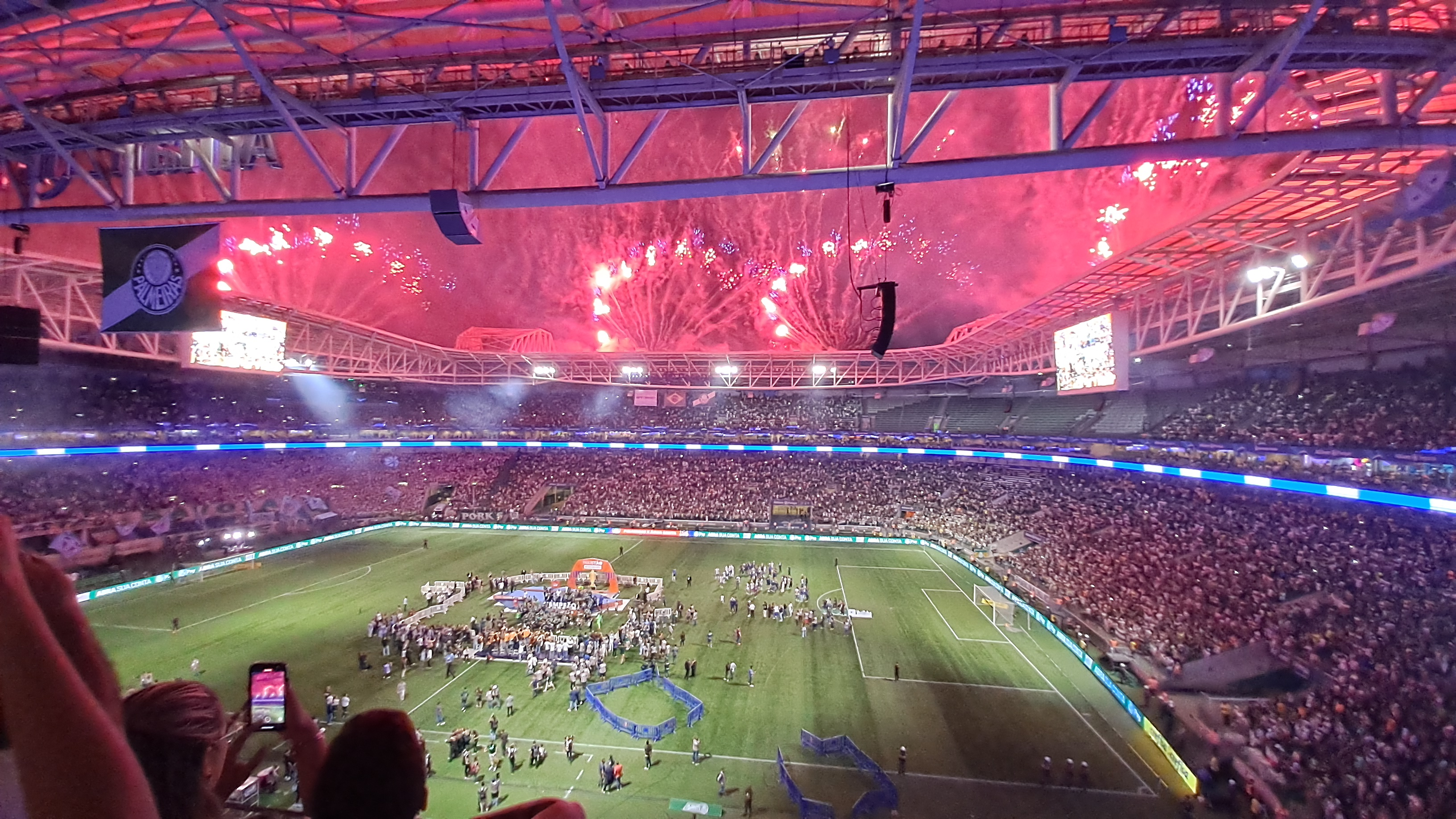
Festa no Allianz Parque após a conquista do Palmeiras do Campeonato Paulista de 2023

O Palmeiras liderou a classificação geral do Campeonato Paulista de 2023 durante a maior parte da competição e terminou a primeira fase, pelo segundo ano consecutivo, com a melhor campanha, o que, pelo regulamento, dava direito ao time decidir a fase eliminatória em casa. Depois de eliminar o São Bernardo nas quartas de final e o Ituano na semifinal, o alviverde encontrou nas finais o surpreendente Água Santa, que havia eliminado o São Paulo e o Bragantino nas fases anteriores.
No primeiro jogo das finais, disputado na Arena Barueri, o mandante Água Santa surpreendeu o Palmeiras, com uma vitória por 2 a 1, com gols do atacante Bruno Mezenga que acabou com as chances de o alviverde ser campeão invicto da competição.

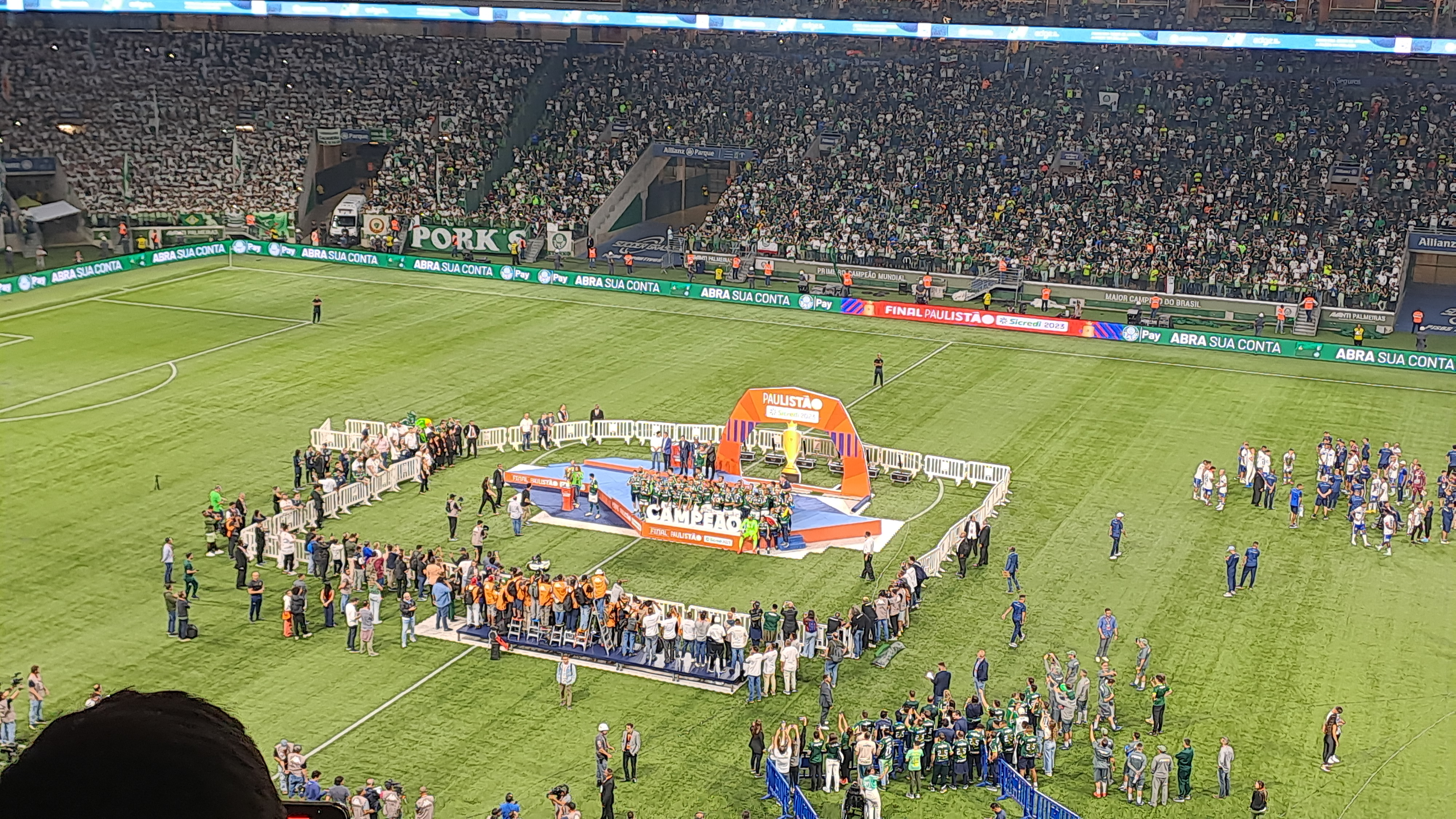
Jogadores do Palmeiras na cerimônia de entrega da taça do Campeonato Paulista de 2023

Na partida de volta, o time paulistano, empurrado pela torcida, que quebrou recorde de público no Allianz Parque, resolveu a decisão logo no primeiro tempo, marcando três gols, sendo dois do meia Gabriel Menino, considerado o melhor jogador em campo, e um do atacante Endrick. 
Na segunda etapa, o centroavante argentino Flaco López encerrou a goleada por 4 a 0, marcando o gol do título, que representou o bicampeonato alviverde.

###### Jogo de Ida
| 2 de abril | Água Santa               | 2 – 1           | Palmeiras   | Arena Barueri, Barueri                                 |
| 16:00      | Bruno Mezenga 43', 90+1' | Súmula (FPF) ge | 52' Endrick | Público: 22 896 Árbitro: SP Edina Alves Batista (FIFA) |

###### Jogo de Volta
| 9 de abril | Palmeiras                                              | 4 – 0           | Água Santa | Allianz Parque, São Paulo                        |
| 16:00      | Gabriel Menino 15', 26' · Endrick 33' · José López 72' | Súmula (FPF) ge |            | Público: 41 444 Árbitro: SP Raphael Claus (FIFA) |

## Premiação
| Campeonato Paulista de 2023        |
| ---------------------------------- |
| Palmeiras Bicampeão (25°.º título) |

| Taça Independência de 2023         |
| ---------------------------------- |
| São Bernardo Campeão (1°.º título) |

## Estatísticas
Atualizado em 9 de abril de 2023